# Za-bum
Za-bum era un programma televisivo italiano di varietà, trasmesso per 5 puntate la domenica sera, dal 12 aprile al 10 maggio 1964, sul Secondo Canale.
La trasmissione aveva lo stesso titolo di una serie di spettacoli teatrali di rivista realizzati da Mario Mattoli a partire dagli anni trenta, di cui lo stesso Mattoli realizzò l'adattamento televisivo in qualità di regista. Gli autori del programma erano Castellano e Pipolo, Dino Verde, Marcello Marchesi e Mario Mattoli. Il ricco cast comprendeva Corrado, Walter Chiari, Antonella Steni, Elio Pandolfi, Lia Zoppelli, Ave Ninchi, Carlo Campanini, Francesco Mulè, Piero Mazzarella, Liana Orfei, Fred Bongusto e Tony Renis.

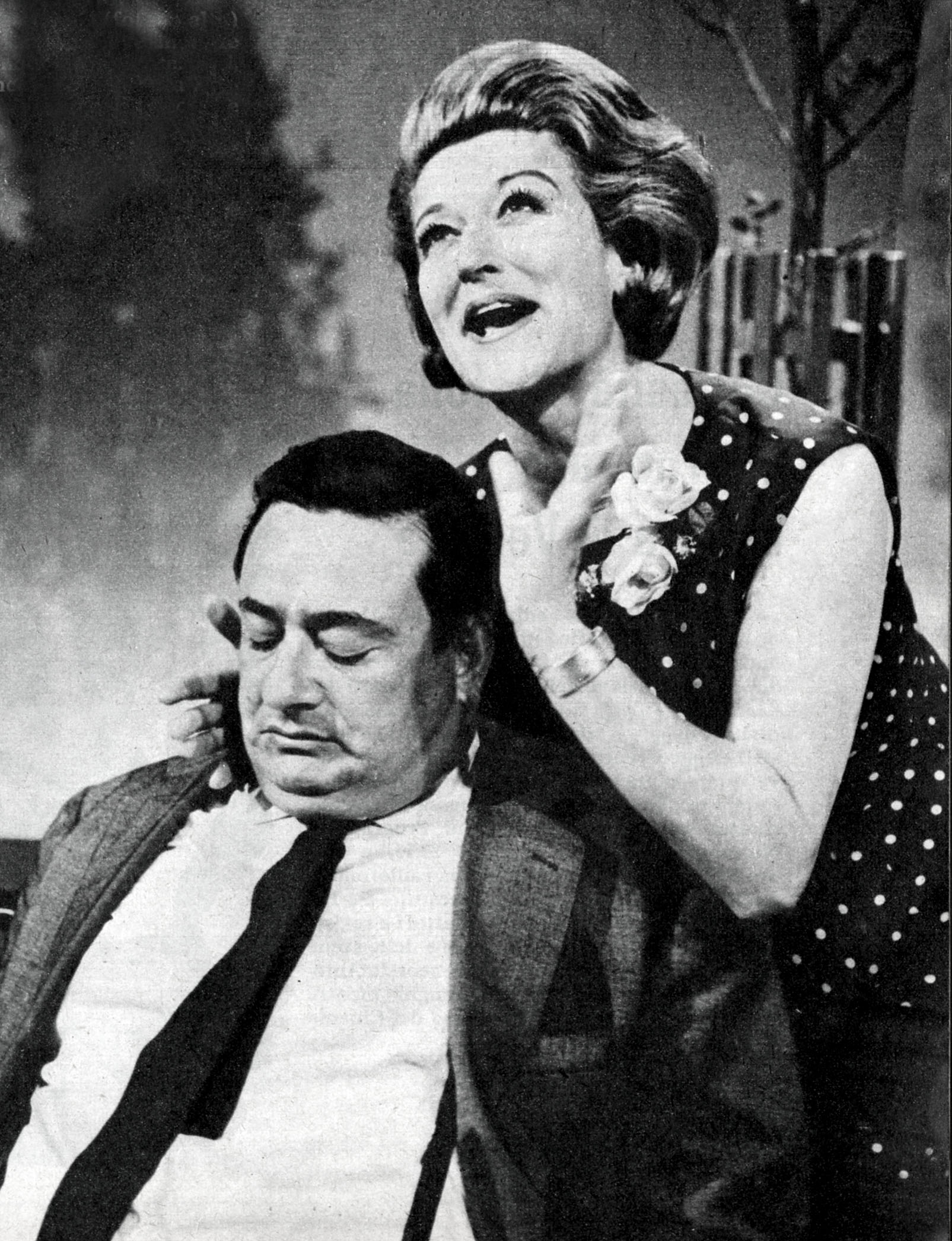
Francesco Mulè e Lia Zoppelli in Za-Bum varietà tv RAI del 1963

Lo spettacolo era basato essenzialmente su scenette comiche, canzoni e balletti. Ogni puntata aveva inoltre due appuntamenti fissi: Walter Chiari intervistava su un tema specifico alcuni personaggi del mondo dello spettacolo, mentre Tony Renis, affiancato da altri personaggi del cast, presentava la parodia di un famoso romanzo sceneggiato. La parte musicale vedeva come protagonisti Fred Bongusto e Liana Orfei.
Il programma ebbe successo, pertanto l'anno seguente venne realizzata una seconda edizione dal titolo Za-bum n.2.